# Gerrard Winstanley
Gerrard Winstanley (Wigan, 1609 – London, 1676. szeptember 10.) angol radikális puritán, vallási reformer, a keresztény kommunizmus követője, politikai filozófus és aktivista volt. A Diggers néven ismert csoport vezetője  és egyik alapítója volt.

## Élete
Egy kereskedő fiaként született. Tizenévesen Londonba került, és ott tanulta meg a szabó mesterséget. A szabócéh tagjaként 1635-ben saját vállalkozást alapított. 1639-ben nősült. Az angol polgárháború idején, 1648-ban a vállalkozása csődbe ment és visszaköltözött a szülővárosába, ahol kezdetben tehénpásztorként dolgozott.
Politikai aktivista lett Oliver Cromwell protektorátusa idején és társalapítója a Diggers néven ismert csoportnak, akik ellenezték a föld magántulajdonát.
Kiadott egy traktátust The New Law of Righteousness (Az igazságosság új törvénye) címmel, amely a keresztény kommunizmust hirdette. Ragaszkodott a földek újraelosztásának víziós ötletéhez, és 1652-ben kiadott egy második értekezést: The Law of Freedom in a Platform (A szabadság törvénye).
1660-ban Cobhambe költözött és itt csatlakozott a kvékerekhez. Késői éveiről keveset tudunk. Feltételezik, hogy újra ruhakereskedőként dolgozott Londonban, ahol 1676-ban halt meg.

## Művei
- A letter to the Lord Fairfax, and his Councell of VVar, with divers questions to the lawyers, and ministers: proving it an undeniable equity, that the common people ought to dig, plow, plant and dwell upon the commons, without hiring them, or paying rent to any. Delivered to the Generall and the chief officers on Saturday June 9. / By Jerrard Winstanly, in the behalf of those who have begun to dig upon George-Hill in Surrey. Surrey 1649. (Oxford Text Archive)
- The Law of Freedom in a Platform. 1652. (Digitális)
- Gleichheit im Reiche der Freiheit. Sozialphilosophische Pamphlete und Traktate (németül), Fischer-Taschenbuch-Verlag, Frankfurt am Main 1988, ISBN 3-596-24393-9.
- Thomas N. Corns, Ann Hughes, David Loewenstein (szerzők): The complete works of Gerrard Winstanley (Gerrard Winstanley művei) 2 kötet. Oxford University Press, Oxford u. a. 2009, ISBN 978-0-19-957606-7.